# Vanni (Sri Lanka)
Vanni ist eine Region in der Nordprovinz von Sri Lanka, die eine bedeutende Rolle in der Geschichte und Entwicklung des Landes gespielt hat. Die Region umfasst die Distrikte Mannar, Vavuniya, Mullaitivu und Kilinochchi. Vanni war auch Schauplatz des jahrzehntelangen Konflikts zwischen der sri-lankischen Regierung und der Befreiungstiger von Tamil Eelam (LTTE), der 2009 mit der Niederlage der LTTE endete.
Vanni ist eine kulturell und ethnisch vielfältige Region. Die meisten Bewohner sind tamilischer Herkunft, aber es gibt auch eine bedeutende Anzahl von Singhalesen und Muslimen. Die Tamilen in Vanni haben ihre eigene einzigartige Kultur und Sprache, die sich von der singhalesischen Mehrheit unterscheidet. Traditionell waren die Menschen in Vanni hauptsächlich in der Landwirtschaft tätig, insbesondere im Reisanbau. Die Region war für ihre fruchtbaren Böden und ihre reiche Natur bekannt.

## Geschichte
Während des Bürgerkriegs in Sri Lanka war Vanni ein umkämpftes Gebiet. Die LTTE kontrollierte weite Teile der Region und errichtete dort eine de facto unabhängige tamilische Regierung. Die sri-lankische Armee startete 2008 eine massive Militäroffensive, um die Kontrolle über Vanni zurückzugewinnen. Dies führte zu schweren Kämpfen, bei denen Tausende von Menschen getötet wurden und eine große Anzahl von Zivilisten aus der Region fliehen musste.
Im Mai 2009 wurde die LTTE endgültig besiegt und die Regierung übernahm die Kontrolle über Vanni. Der Konflikt hinterließ jedoch massive Zerstörungen in der Region. Zahlreiche Dörfer, Infrastruktureinrichtungen und landwirtschaftliche Flächen waren verwüstet. Tausende von Menschen wurden obdachlos und mussten in Flüchtlingslagern untergebracht werden.
Seit dem Ende des Bürgerkriegs hat sich Vanni langsam erholt. Es wurden umfangreiche Bemühungen unternommen, um die Infrastruktur wieder aufzubauen und den Menschen bei der Rückkehr in ihre Heimat zu helfen. Die Landwirtschaft spielt immer noch eine wichtige Rolle in der Region, aber es wurden auch neue Wirtschaftszweige entwickelt, um Arbeitsplätze zu schaffen und das Wachstum voranzutreiben.

## Flora und Fauna
Die Region beherbergt den Wilpattu-Nationalpark, der eines der größten Schutzgebiete des Landes ist und eine Vielzahl von Tierarten beheimatet, darunter Elefanten, Leoparden, Krokodile und verschiedene Vogelarten.